# Violet Bent Backwards over the Grass
Violet Bent Backwards over the Grass es el primer libro, y audiolibro, de la cantante estadounidense Lana del Rey. Tanto el libro como la versión en audio se publicaron el 29 de septiembre de 2020, aunque previamente la cantante había anticipado algunos poemas sueltos en sus redes sociales. Todos los poemas han sido escritos por la misma cantante. El título de la colección corresponde a un poema de su interior, Violet Bent Backwards Over The Grass. Según la cantante lleva este título porque fue el primero que escribió de todos los que se incluyen.
La portada es la misma en el libro como en el audiolibro y ha sido ilustrada por Erika Lee Sears. La imagen consiste en un primer plano de un árbol con hojas verdes y unas naranjas que cuelgan de las ramas. La publicación de esta colección de poemas fue anunciada en diciembre del año 2019 y proyectada para enero del año 2020. A causa de un robo en la propiedad familiar de Lana del Rey y, también de la pandemia de COVID-19, este lanzamiento se tuvo que aplazar hasta finales del mes de septiembre.
Lana del Rey aseguró que la mitad de los beneficios que recaude con el poemario y su homónimo audiolibro será donado a organizaciones en favor a los Nativos Americanos, concretamente a los indios Navajos, ya que muchos de los terrenos en los que viven no disponen de agua corriente.
La cantante ha anunciado que en el año 2021 publicará su segundo libro de poemas llamado Behind the iron gates – insights from an institution, pero aún no tiene fecha de lanzamiento.

## Libro
El libro fue publicado por la empresa editorial Simon & Schuster y también está disponible en formato electrónico. Cuenta con un total de 14 poemas, acompañados por ilustraciones, realizadas por Erika Lee Sears, y fotografías, que ha efectuado la propia autora. Algunos de ellos están escritos en verso y otros en prosa. La impresión del libro cuenta con un estilo original, en él se intercalan las fotografías y los poemas, la fuente de letra que se ha utilizado simula una máquina de escribir antigua. Es una aproximación más intima hacia su obra, como estar observando su propia libreta de poemas o un diario personal.
En los poemas relata de manera introspectiva y real lo que la artista piensa referente al mundo actual y a su vida, pero también se distancia y crea un mundo entre la realidad y la ficción. De este modo, se pueden encontrar distintas referencias a reuniones de Alcohólicos Anónimos, experiencias con médiums, relatos relacionados con parejas y exparejas, familia y amigos, entre otras narraciones.
El primer poema que publicó, tanto en formato escuchado como en físico en su canal de Youtube, fue LA Who Am I to Love You, en el cual narra de manera muy personal su vida alrededor de la fama y el reconocimiento mundial. También hace referencia a su pasado con problemas de salud mental y adicciones al alcohol.
Una cuestión que surgió tras la publicación del poemario era saber quién era Tessa DiPrieto, el único poema que tiene el nombre de una persona. Se trata de una persona real, una curandera de Ridgely, Maryland, a la que Del Rey acude con regularidad. Pero esta no es la única referencia hacia esta mujer, sino que ya ha aparecido en agradecimientos de otros álbumes y en publicaciones en redes de la misma Lana del Rey desde el año 2011.
Paradise Is Very Fragile es un poema que relata la realidad de los problema sociales, sobre todo centrado en el cambio climático desde el contexto estadounidense. De hecho, en este poema la autora hace una referencia al Presidente de los Estados Unidos Donald Trump Jr: «Our leader is a megalomaniac and we’ve seen that before / but never because it was what the country deserved» (Nuestro líder es un megalomaníaco y hemos visto esto antes / pero nunca porque es lo que el país se merece). Estas rimas han hecho que se disipen las dudas sobre los ideales políticos de Lana del Rey, ya que durante muchos años ha habido acusaciones sobre su ideología, supuestamente republicana, basados en su pasado católico. Aunque ella lo haya desmentido en distintas ocasiones, sigue teniendo la etiqueta de conservadora por comentarios realizados en distintas entrevistas.
| 1  | LA Who Am I to Love You                                                     |
| 2  | The Land Of 1,000 Fires                                                     |
| 3  | Violet Bent Backwards Over The Grass                                        |
| 4  | Past The Brushes Cypress Thriving                                           |
| 5  | Salamander                                                                  |
| 6  | Never To Heaven                                                             |
| 7  | Sportcruiser                                                                |
| 8  | Tessa DiPrieto                                                              |
| 9  | Quiet Waiter Blue Forever                                                   |
| 10 | What Happened When I Left You                                               |
| 11 | Happy                                                                       |
| 12 | My Bedroom Is A Sacred Place Now - There Are Children At The Foot Of My Bed |
| 13 | Paradise Is Very Fragile                                                    |
| 14 | Bare Feet On Linoleum                                                       |

## Audiolibro
El audiolibro ha sido publicado por los sellos Polydor Records y Interscope Records y la duración es de 38:52 minutos. Se ha editado tanto en CD como en vinilo y se encuentra disponible en plataformas de escucha en línea, como Spotify. Todos los tracks han sido recitados y grabados por Lana del Rey, la composición de la música que acompaña los poemas también han sido creada por la artista. La producción del disco ha sido realizada por Jack Antonoff, con quien ya participó en la producción de su último disco Norman Fucking Rockwell. También a manos de Antonoff ha estado la elaboración de la música, ya que el productor ha sido el encargado de tocar todos los instrumentos utilizados en el álbum. Estos han sido el mellotron, la batería, el piano, el bajo, el wurlitzer, los diferentes tipos de guitarra y el teclado. La mezcla y la técnica de sonido también han sido realizados por Antonoff junto con Laura Sisk.